# Erik Gustaf Schram

Fotografi föreställande OD:s ”äldsta kvartett”, som bestod av Jonas Widén, Erik Gustaf Schram, Carl Rupert Nyblom, Oscar Arpi och Johan Gottfrid Wibelius.

Erik Gustaf Schram, född 15 oktober 1831, död 24 september 1901, var en svensk läroverksadjunkt.
Schram blev student vid Uppsala universitet och disputerade 1857 på en avhandling om ”Upsala domkyrka och dess återställande efter branden 1702”. Han var adjunkt vid Upsala högre allmänna läroverk från 1862. Schram grundade 1868 den ”Schramska skolan” som senare gick upp i ”Uppsala Enskilda läroverk” 1892 och skolan kom att få smeknamnet ”Skrapan” efter Schram.
Erik Gustaf Schram var med och grundade Orphei Drängar den 30 oktober 1853.